# Radim Nečas
Radim Nečas (ur. 26 sierpnia 1969) – czeski piłkarz występujący na pozycji pomocnika. Trener piłkarski.

## Kariera klubowa
Nečas karierę rozpoczynał w 1987 roku w Baníku Ostrawa, grającym w pierwszej lidze czechosłowackiej. W sezonach 1988/1989 oraz 1989/1990 wywalczył z nim wicemistrzostwo Czechosłowacji, a w sezonie 1990/1991 - Puchar Czechosłowacji. W 1992 roku odszedł do Slavii Praga, z którą wywalczył wicemistrzostwo Czechosłowacji (1992/1993), a także wicemistrzostwo Czech (1993/1994).
W 1994 roku Nečas przeszedł do Unionu Cheb, gdzie występował przez dwa sezony. Następnie grał w greckiej Skodzie Ksanti, a na początku 1997 roku został zawodnikiem czeskiego FK Jablonec. W sezonie 1997/1998 zdobył z nim Puchar Czech. Graczem Jablonca był do końca sezonu 1999/2000.
Następnie wrócił do Slavii Praga. W trakcie sezonu 2000/2001 przeniósł się stamtąd do słowackiego Slovana Bratysława. W tamtym sezonie został w jego barwach wicemistrzem Słowacji. W 2003 roku wrócił do Czech, gdzie grał w MFK Chrudim, a także w drużynie Viktorie Jirny. W 2006 roku zakończył karierę.

## Kariera reprezentacyjna
W reprezentacji Czech Nečas zadebiutował 8 maja 1995 w zremisowanym 1:1 towarzyskim meczu ze Słowacją. W latach 1995–2000 w drużynie narodowej rozegrał 4 spotkania.